# ایستگاه کنتیش تاون
ایستگاه کنتیش تاون (انگلیسی: Kentish Town station) یکی از ایستگاه‌های خط شمالی متروی لندن و راه‌آهن انگلستان است.
این ایستگاه که در منطقه کمدن لندن قرار دارد در سال ۱۸۶۸ میلادی تأسیس شده‌است.